# Alexander von Branca

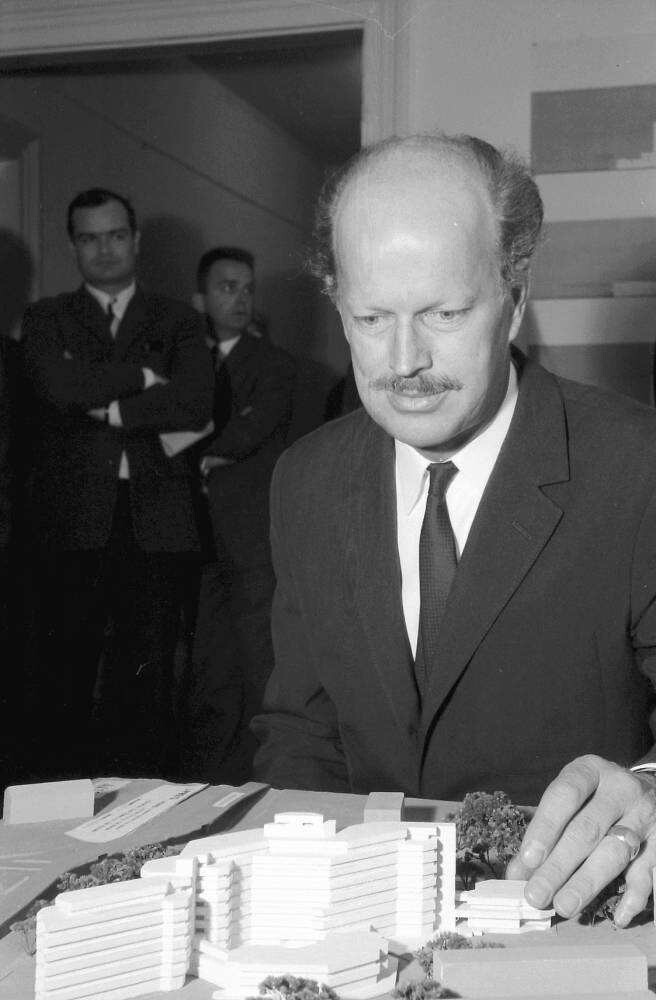
Alexander von Branca in Freiburg mit dem Modell der von ihm entworfenen Oberpostdirektion Freiburg im Breisgau (Foto von Willy Pragher, 1969)

Alexander Raimund Freiherr von Branca (* 11. Januar 1919 in Schwabing, München; † 21. März 2011 in Miesbach) war ein deutscher Architekt.

## Familie
Freiherr von Branca war der einzige Sohn aus der zweiten Ehe seines Vaters, des Offiziers und Diplomaten Wilhelm Freiherr von Branca (1870–1958) und der Malerin Hedwig Frankenburger (1890–1985), die unter dem Namen Hedwig Branca-Kent bekannt wurde; die Ehe wurde 1922 geschieden.
Alexander Freiherr von Branca war in erster Ehe mit der Tochter von Georg Enoch Freiherr von und zu Guttenberg, Theresa Freiin zu Guttenberg (1929–1953), verheiratet, mit der er einen Sohn hatte. Bald nach dem Tod der ersten Frau heiratete er die in seinem Büro tätige Architektin Carolina Bernasconi (1929–2021). Aus dieser Ehe sind ein Sohn und drei Töchter hervorgegangen.
Er lebte auf einem denkmalgeschützten Bauernhof in Miesbach, wo er am 21. März 2011 verstarb.

## Werdegang
Die Familie lebte in Schwabing. Er besuchte das Landschulheim Neubeuern. Als Sohn protestantischer Eltern trat er zum Katholizismus über. Während des Zweiten Weltkriegs 1941 besuchte er Abendkurse in der Zeichen- und Architekturschule Blocherer. Von Branca war Soldat, war aber während der Nazi-Herrschaft auch in Gestapo-Haft interniert. „In dieser Zeit gab ihm der Glauben viel Kraft.“
Von 1946 bis 1948 studierte er Architektur an der Technischen Hochschule München. 1948 setzte er sein Studium dann an der ETH Zürich fort. Ab 1951 war er in einem eigenen Architekturbüro in München tätig. 1953 war er künstlerischer Leiter der Deutschen Verkehrsausstellung in München und von 1972 bis 1988 Heimatpfleger von München. Seine Büronachfolge trat 2006 seine Tochter Alexandra Freiin von Branca an.
1970 wurde er von Kardinal-Großmeister Eugène Tisserant, dem Dekan des Kardinalskollegiums, zum Ritter des Ritterordens vom Heiligen Grab zu Jerusalem ernannt und am 5. Dezember 1970 im Kölner Dom durch Lorenz Kardinal Jaeger, Großprior des Ordens, sowie Alois Hundhammer, Statthalter in Deutschland, investiert.

## Architekturverständnis
Kennzeichnend für seine Architektur sind die Verwendung großflächiger Wände, Verblendungen mit Natursteinen und der Festungscharakter seiner 29 Kirchenbauten. Über das Architekturverständnis Die Form folgt der Funktion sagt Freiherr von Branca:
„Ja, die Formel „form follows function“ ist falsch, ist einfach ein Irrtum. Ich glaube auch, dass Sullivan das nicht nur materialistisch oder in Bezug auf Material gemeint hat, gerade wenn man von einer Kirche spricht. Was ist denn die Funktion einer Kirche? Die Funktion einer Kirche ist, die Menschen aus der Zerstreutheit in die Sammlung zu führen. Wenn ich Sammlung will, muß der Raum so sein, dass er Sammlung zuläßt. Wenn Funktion so verstanden wird, könnte man das so formulieren, aber es ist eben nicht so verstanden worden oder wird nicht so verstanden.“

## Bauten

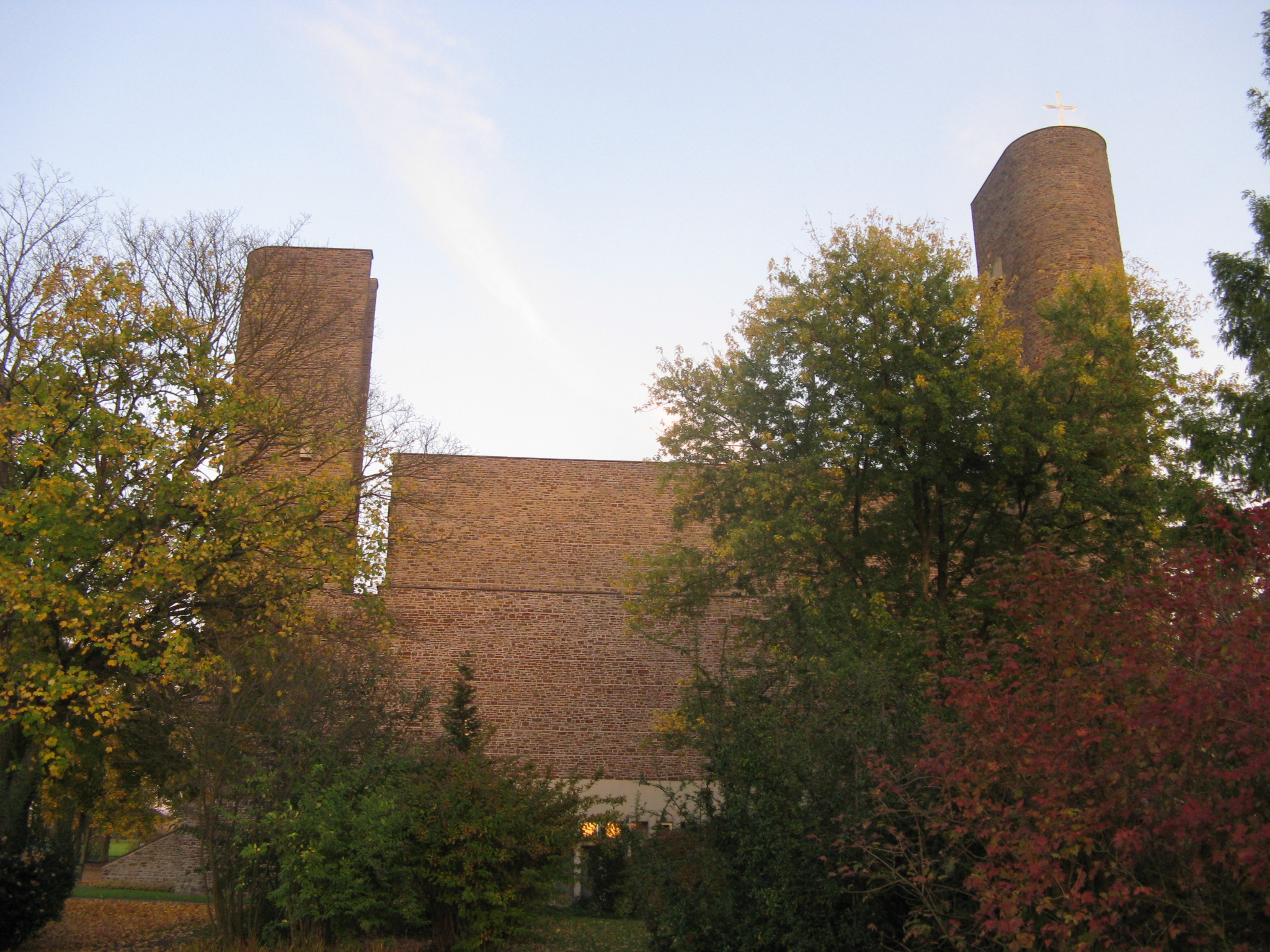
Anbetungskirche auf Berg Schönstatt

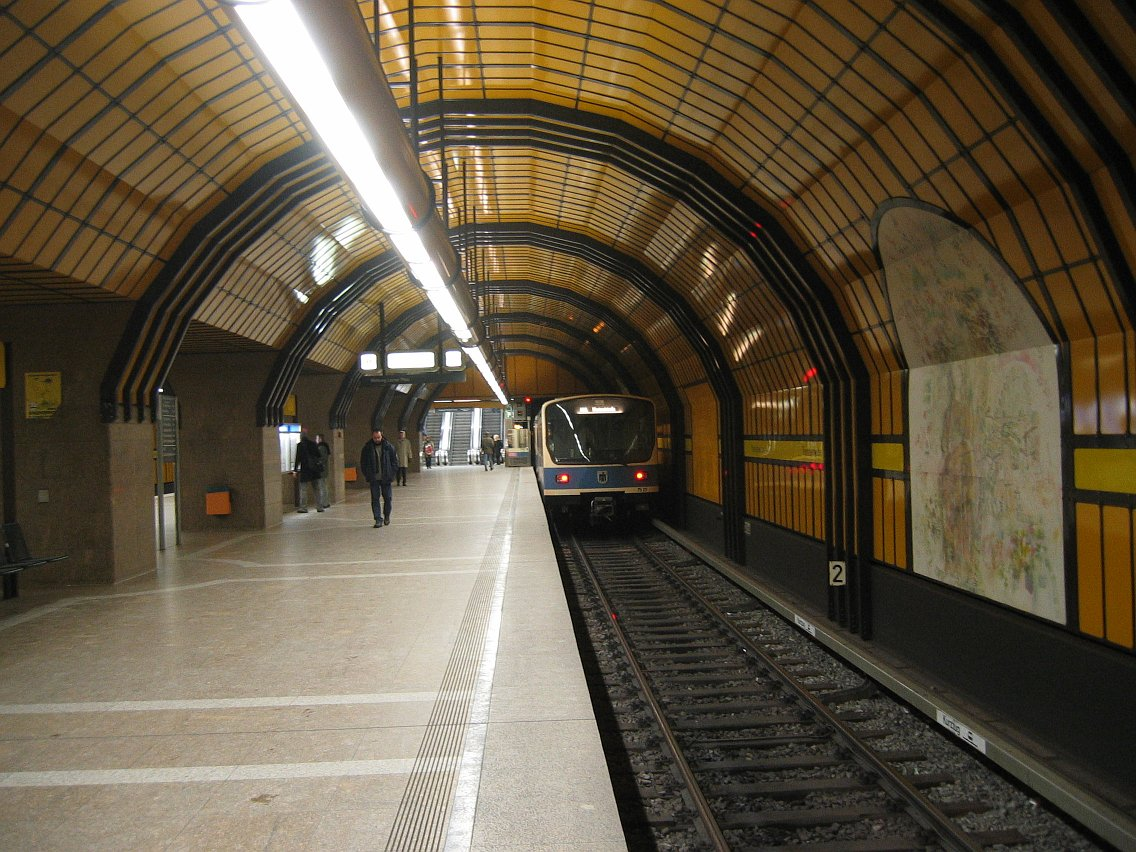
Münchener U-Bahnhof Theresienwiese

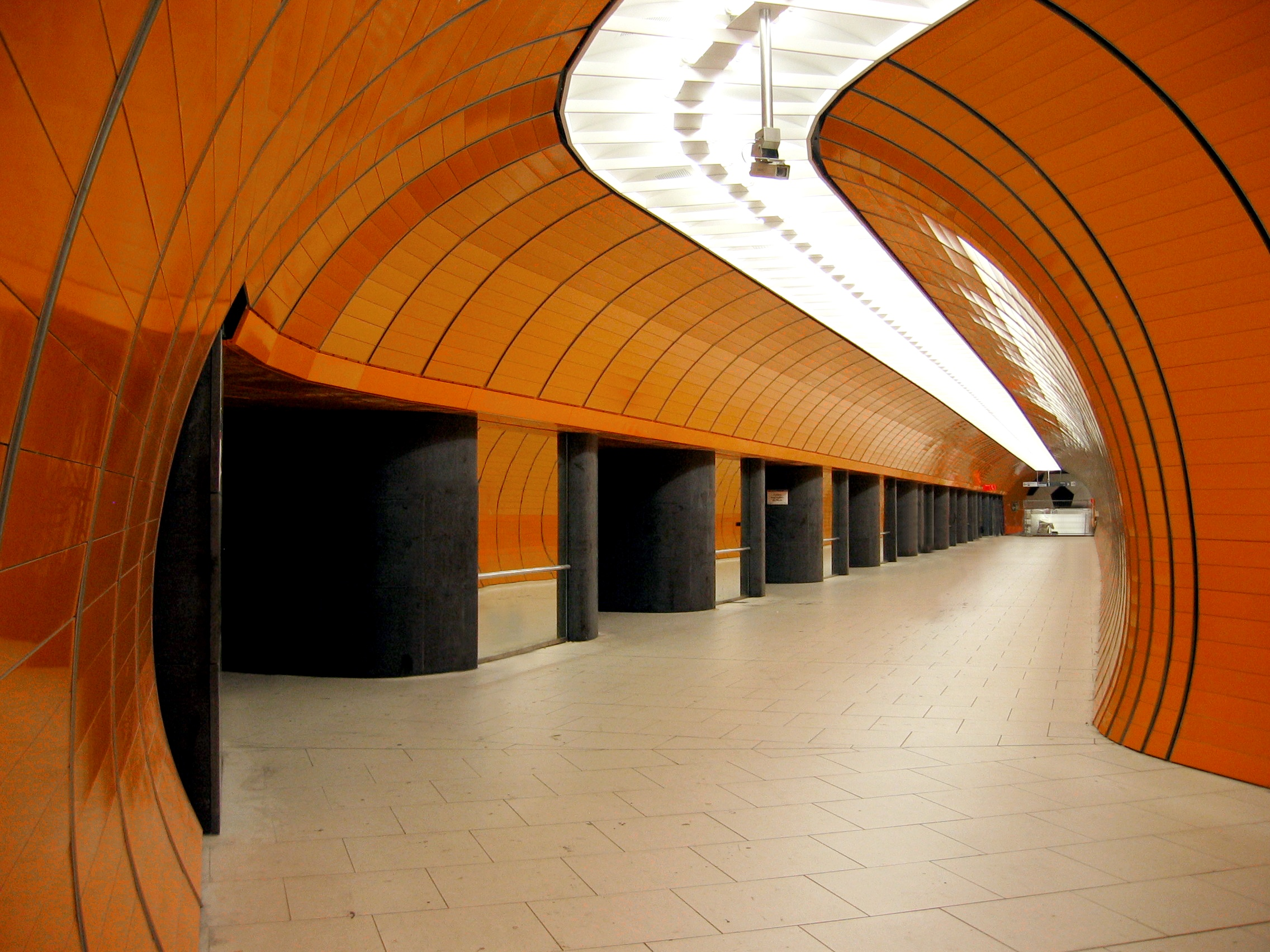
Münchener U-Bahnhof Marienplatz, Erweiterung 2006

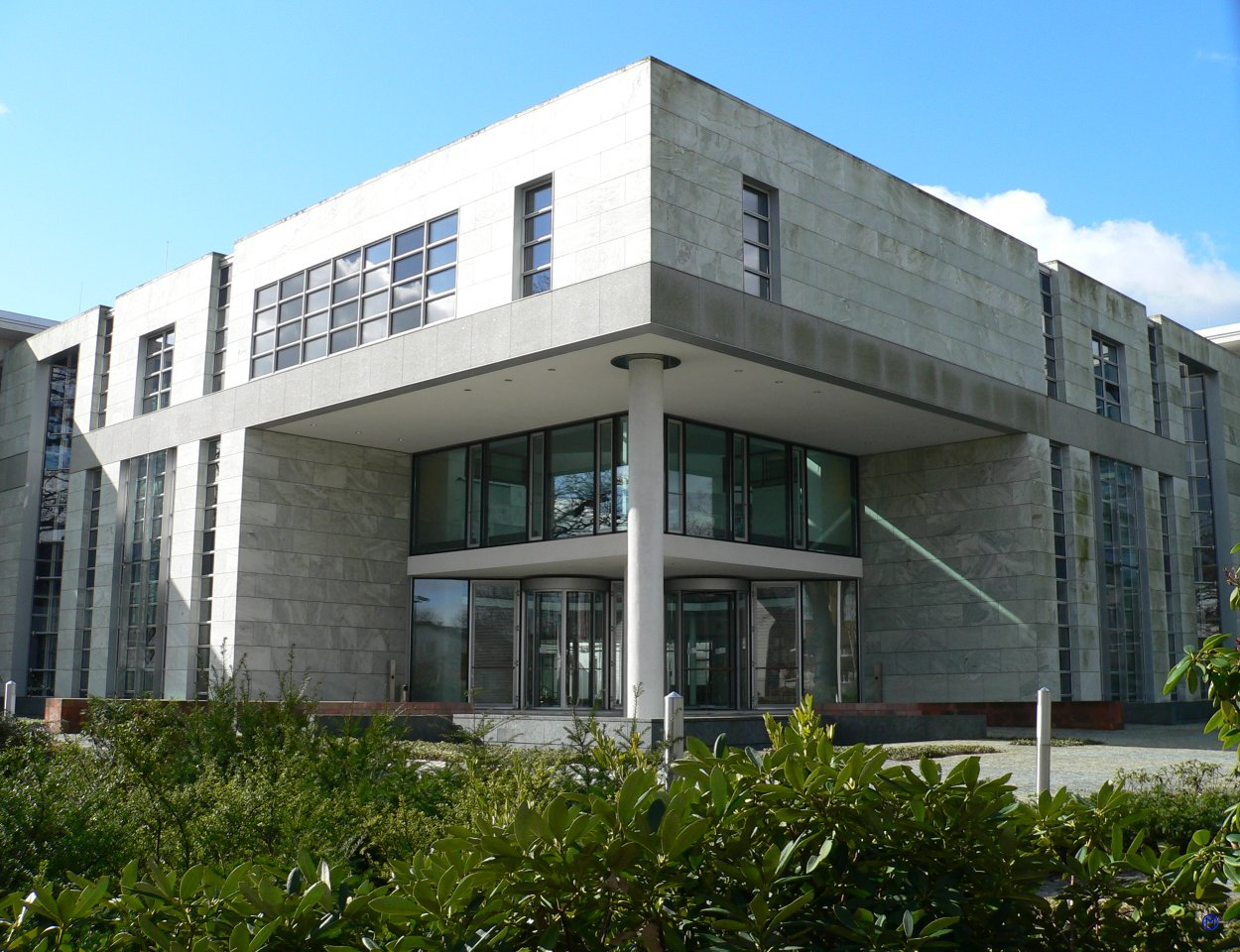
Eingangsbereich des Internationalen Seegerichtshofs Hamburg

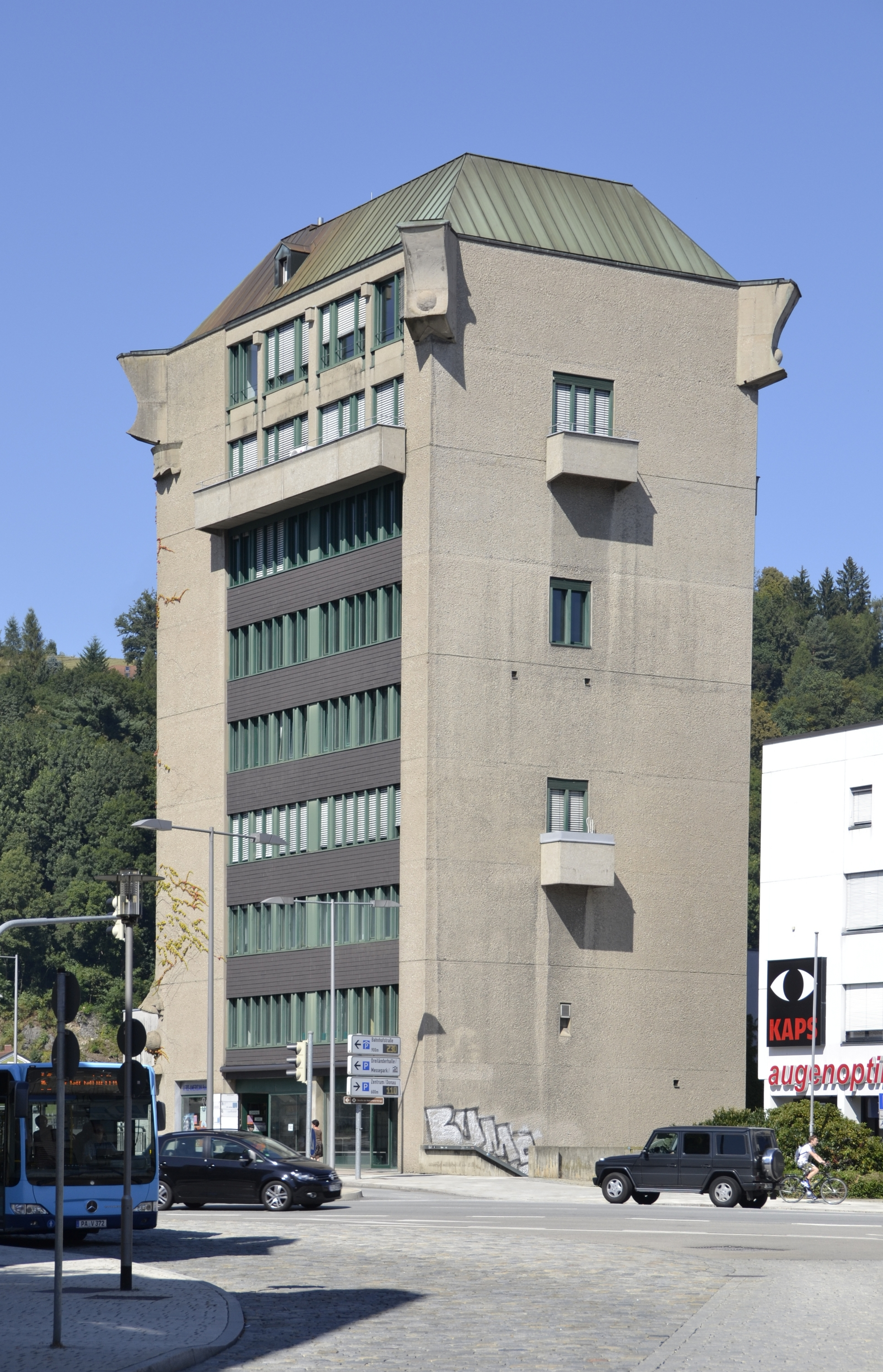
Der Schanzlturm in Passau

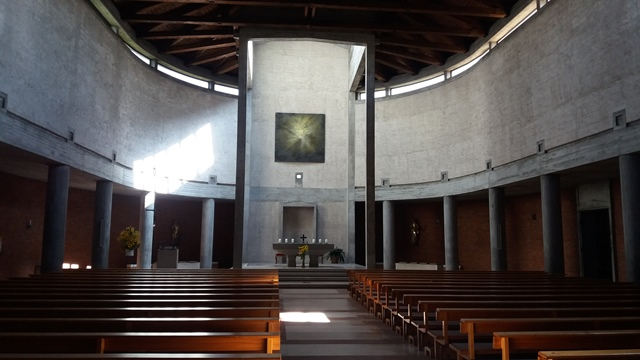
Innenraum der Kirche Verklärung Christi in Rohrbach

- 1953: Pavillon der Leichtmetallindustrie auf der Deutschen Verkehrsausstellung in München (zusammen mit E. von der Lippe)
- 1954: Volksbank in der Weißenburgstraße in Weiden in der Oberpfalz[6]
- 1954–1955: Kloster und Klosterkirche der Servitinnen Mater Dolorosa Herzogspitalstr. 9 in München
- 1953–1955: Kloster Mädchenwohnheim und Klosterkirche Herz Jesu Schwestern vom Göttlichen Erlöser Buttermelcherstrasse in München mit Herbert Groethuysen
- 1955: Wohnanlage Diplomatenwohnungen Thiemestraße in München
- 1957–1958 Altersheim in Pullach, München
- 1957–1960: Steyler Missionare Wohnhaus Studienkolleg „Pius-Kolleg“ Kirche München (abgerissen)
- 1958–1959: Kath. Kirchenzentrum mit Pfarrkirche Maria Immaculata in Greifenberg
- 1960: Haus von Haniel in Haimhausen
- 1959–1961: Kath. Pfarrkirche Verklärung Christi in Rohrbach
- 1959–1961: Klenze-Gymnasium München[7]
- 1960–1962: Kath. Pfarrkirche Hl. Kreuz mit Kindergarten in Weißenburg in Bayern
- 1962–1964: Kath. Pfarrkirche Zur Hl. Dreifaltigkeit mit Pfarramt, Kindergarten, und Schwesternheim in Nürnberg-Langwasser[8]
- 1964–1965: Aussegnungshalle Gauting[9] (Mitarbeiter: Erhard Fischer)
- 1962–1965: Kath. Pfarrkirche St. Matthias in München
- 1963–1971: Familienerholungsheim Naumburg
- 1962–1965: Botschaft der Bundesrepublik Deutschland in Madrid
- 1963–1967: Kreis- und Stadtsparkasse Wasserburg/Inn
- 1964–1967: Kath. Pfarrkirche Hl. Kreuz in Bonn-Beuel
- 1967: Kath. Pfarrkirche St. Martin in Jettingen-Scheppach
- 1964–1968: Kirche und Generalat der Schönstätter Marienschwestern, Vallendar bei Koblenz Kath. Anbetungskirche (Schönstatt) zur heiligen Dreifaltigkeit auf Berg Schönstatt, sowie
- 1964–1968: Bildungsstätte, Schwesternwohnheim, Ferienhaus, Wallfahrtszentrum zum Kloster
- 1979–1982 Gästehaus und Totenkapelle zum Kloster Schönstatt, Vallendar bei Koblenz
- 1967–1969 Dante-Gymnasium München
- 1966–1969: Neubau der Marienkapelle am Südhang von Schloss Hirschberg
- 1965–1971; 2006: U-Bahnhof Marienplatz in München
- 1969–1972: Olympia-Pressestadt in München (WB 1. Preis)
- 1969–1974: Zentralbibliothek der Universität Regensburg (WB 1966 2. Preis)
- 1970–1975: Oberpostdirektion Freiburg im Breisgau[10]
- 1970–1972: Pfarrzentrum St. Thomas Morus in Neusäß
- 1971–1974: St Ulrich Kath. Bildungs- und Seelsorgezentrum Augsburg (1969 1. Preis Ruhrgaspreis)
- 1972–1978: Mensagebäude am Hubland der Universität Würzburg (WB 1970 1. Preis)
- 1973–1977: Universitätsbibliothek am Hubland der Universität Würzburg (WB 1970 1. Preis)
- 1972–1974: Schanzlturm in Passau[11]
- 1974–1978: Verlag C. H. Beck in München
- 1973–1975: 4 U-Bahn Bonn#Stationen (WB 1973 2. Preis)
- 1977: Kath. Pfarrkirche St. Walburga in Heidenheim (Mittelfranken)
- 1971–1975: Oberpostdirektion Freiburg Breisgau (WB 1. Preis 1968)
- 1976–1980: Kaufhaus Hertie in Würzburg
- 1977–1979: Kath. Pfarrkirche St. Johannes Ev. in Diesenbach (Markt Regenstauf)
- 1979–1982 Gästehaus und Totenkapelle zum Kloster Schönstatt, Vallendar bei Koblenz
- 1973–1981: Neue Pinakothek mit Doerner Institut in München (1. Preis WB 1967)
- 1965–1981: Deutsche Botschaft beim Heiligen Stuhl in Rom (WB 1965 und 1968 1. Preis)
- 1969–1974: Universität-Zentralbibliothek der Universität Regensburg (WB 1966 2. Preis)
- 1973–1977: Zentralbibliothek der Universität Würzburg (WB 1970 1. Preis)
- 1981: Sanierung des Herzogskastens, Ingolstadt
- 1979–1982: Gebäude Waldfriedhof in Leutkirch im Allgäu
- 1981–1984: U-Bahnhof Theresienwiese in München
- 1982: Pater-Josef-Kentenich-Haus in Schönstatt
- 1982–1986: Priesterseminar St. Hieronymus in Augsburg
- 1983–1987: Polizei und Gesundheitsamt Esslingen (WB 1. Preis 1978/79 und 1. Preis 1979)
- 1985–1987: Schlossgartenanlage Ettlingen (WB 1. Preis 1985)
- 1985–1988: Gebäude des Thermalbads Jordanbad in Biberach an der Riß
- 1985–1989: City-Hilton München
- 1985–1989: U-Bahnhof Prinzregentenplatz in München
- 1986: Ev. Kirche St. Michael auf dem Schwanberg bei Kitzingen
- 1986–1993: WB 1. Preis Umgestaltung und Sanierung Residenztheater in München
- vor 1987: Erweiterungsbau der Bayernwerk AG in München[12]
- 1987–1991: Stadthalle Frankenthal (Pfalz) (WB 1. Preis 1987)
- 1990–1996 Kuranlage Sibyllenbad, Neualbenreuth (WB 1. Preis 1986)
- 1991: Kath. Pfarrkirche St. Peter in Kirchheim bei München, Ortsteil Heimstetten
- 1992–1996: Bischofsgrablege unter dem Westchor des Bamberger Doms
- 1994–1990: Hotel Marriott München
- 1996–2000: Spielbank in Bad Füssing
- 1996–2000: mit Emanuela Freiin von Branca (Partner) Gebäude des Internationalen Seegerichtshofs in Hamburg
- 1996–2000: Ev. Gethsemane-Kirche in Würzburg-Heuchelhof[13] WB 1. Preis
- 1996–2001 Neubau Jugend- und Obdachlosengebäude Abtei St. Bonifaz, München
- 1996–2001: Spielbank und Städtebauliche Rahmenplanung Bad Kötzting mit Carl Schnabel[14]
- 1998–2002: Neu- und Umbau der DZ-Bank, München
- 2000–2002: Kapelle Statio Dominus Mundi in Wustweiler (Gemeinde Illingen)

## Auszeichnungen und Ehrungen
- 1957: Förderpreis für Architektur der Landeshauptstadt München
- 1957: Preis Bayern des Bund Deutscher Architekten (BDA)
- 1964: Preis Nordrhein-Westfalen des Bund Deutscher Architekten (BDA) (Kirche und Generalat Schönstätter Marienschwestern)
- 1971: Preis Bayern des Bund Deutscher Architekten (BDA) für die Kreis- und Stadtsparkasse Wasserburg[15]
- 1972: Preis Bayern des BDA für Landeserziehungsheim Neubeuern
- 1970: Ritter des Ritterordens vom Heiligen Grab zu Jerusalem
- 1975: 3 × Preis Bayern des Bund Deutscher Architekten (BDA) (Zentralbibliothek Regensburg; Haus des Gastes Bad Füssing; U-Bahnhof Marienplatz München) und weitere BDA Preise
- 1980: Ludwig-Thoma-Medaille der Stadt München
- 1980: Verleihung der Denkmalschutzmedaille
- 1981: Verleihung Europa-Nostra für Kaufhaus Hertie in Würzburg
- 1983: Architekturpreis der Landeshauptstadt München
- 1984: Medaille „München leuchtet“
- 1984: Karl-Friedrich-Schinkel-Ring des Deutschen Nationalkomitees für Denkmalschutz
- 1989: Bayerische Verfassungsmedaille
- 1989: Bayerischer Poetentaler
- 1991: Bayerischer Maximiliansorden für Wissenschaft und Kunst
- 1992: Oberbayerischer Kulturpreis
- 1999: Großstern des fürstlich liechtensteinischen Verdienstordens
- 1999: Großes Bundesverdienstkreuz des Verdienstordens der Bundesrepublik Deutschland
- 1999: Leo-von-Klenze-Medaille des Bayerischen Staatsministerium des Innern
- Akademie der schönen Künste
- Mitglied der Akademie für Städtebau
- Mitglied des Landesbaukunstausschusses
- Mitglied P.I. Accademia dei Virtuosi al Pantheon
- Ernennung zum Honorarprofessor durch den Freistaat Bayern
- Ritter des Souveränen Malteserordens
- Ehrennadel der Stadt Burghausen
- Bayerischer Verdienstorden
- Komtur des Päpstlichen Silvesterordens

## Ausstellungen
- Sept./Okt. 2005 Alexander Freiherr von Branca Aquarelle, Skizzen, Architektur. Räume, die das Ganze meinen im Gerhart-Hauptmann-Museum Erkner